# Суринамский хиндустани
Суринамский хиндустани, сарнами-хиндустани (нидерл. Sarnami Hindoestani), также  сарнами-хинди, обычно сокращаемое до сарнами — это индоарийский язык, суринамский вариант карибского хиндустани.

## Описание
Это язык является родным примерно для 165 000 суринамцев, проживающих как на родине, так и за границей. Около 150 000 носителей сарнами живут на севере в прибрежной зоне. Вне Суринама также используются другие варианты карибского хиндустани (национальными меньшинствами в Гайане, Тринидаде и Тобаго. На сарнами также говорят многие суринамские  иммигранты в Нидерландах, особенно представители старшего поколения.
Слово Sarnami буквально означает 'суринамский'. Термин Sarnami Hindoestani был впервые использован в 1961 Дж.Х. Адхином (J.H. Adhin).

### Некоторые слова
- Adja = дед (отец отца)
- Adjie = бабушка (мать отца)
- Nana = дед (отец матери)
- Nani = дед (отец матери)
- Baap = отец
- Maai = мать
- Beta = сын
- Betiya = дочь
- Behien = сестра
- Bhai = брат
- Larka = ребёнок
- Haa = да
- Naa = нет
- Larki = девочка
- Larka = мальчик
- Soete = спать
- Boerhiya = бабушка
- Challe = идти
- Bottle = бутылка (из английского)
- Siekhe/parhe = читать, учить
- Daroe = алкогольный напиток (урду  دارو‎)

### Фразы
- Ab ka hoi. = Что теперь будет?
- Baap re baap. = Боже мой!
- Dekh (произносится: дикх) = Смотри!
- Ham djai la. = Я иду.
- Ham khai tjukli. = Я уже поел.
- Hum boek parhie la. = Я читаю книгу.
- Hum tose mangi la bihaa karre. = Я хочу на тебе жениться.
- Humaar koi ka karieh? = Кто мне может что-нибудь сделать?
- Hum toke chahila. = Я тебя люблю.
- Hum toke mangila. = Я хочу тебя.
- (Tu) Djao. = Иди!
- Tu humme atja lage hai. = Ты хорошенькая.
- Tu ka bollé? = Что ты говоришь?
- Tu kontjie karehe? = Что ты делаешь?